# Roland, das Blumenkind
Roland das Blumenkind (auch: Roland & Rattfink, Originaltitel: Roland and Rattfink) ist eine Serie von Kurztrickfilmen, die in der Zeit von 1968 bis 1971 produziert und veröffentlicht wurden. Die Hauptcharaktere lehnten sich äußerlich an die Pink-Panther-Serien an. Produzenten waren David H. DePatie und Friz Freleng (DePatie-Freleng Enterprises), die Musik stammte von Doug Goodwin. Verleiher war United Artists.

## Inhalt
Die Struktur der Geschichten ist stets ähnlich. Es handelt sich immer um den blonden, gutaussehenden, pazifistischen, mitunter auch naiven Roland und um den bösen, verschlagenen, diebischen und schnurrbärtigen kleingewachsenen Rattfink, der ununterbrochen versucht, Roland zu ruinieren, dabei aber in der Regel seinen eigenen Untergang herbeiführt. Die Cartoons fielen seinerzeit aus dem Rahmen, zeichneten sie doch beide Seiten als extreme Gegensätze: Roland parodiert offensichtlich den friedliebenden („Make Love, Not War“), langhaarigen Hippie; liebenswürdig und weichherzig. Im Gegensatz dazu ist Rattfink ein zynischer, verschlagener, boshafter und heimtückischer Kerl, der sämtliche negativen Eigenschaften in sich vereint. Seinem Aussehen nach ist er wahrscheinlich auch älter als Roland. Rattfinks Ziele bestehen immer darin, jegliches Glück und jegliches Gute zu zerstören.
Der ewige Kampf von Gut und Böse zieht sich durch alle denkbaren Genres: Western, Märchen, Krieg etc., jedoch halten auch alltägliche Schauplätze wie eine Baustelle, ein Museum oder eine Rollschuhbahn her, um Gut und Böse zu polarisieren. Dabei ist jede Folge eine eigene Geschichte, die nicht auf eine andere aufbaut. Am Ende siegt in der Regel das Gute, also Roland.
Das Serienende weicht von denen ähnlicher Genres ab. In der letzten Folge "Cattle Battle", in der Roland einen friedliebenden Cowboy ("Roland: Ein guter Kerl") und Rattfink einen Viehdieb ("Rattfink: Ein Viehdieb – Dieb, Gauner, und ein durch und durch übler Kerl") verkörpern, sterben am Ende Gut und Böse. Roland wird zu einem Engel im Himmel, wo er auf seinem Pferd sitzend und Harfe spielend singt, während Rattfink in die Hölle kommt (direkt zu Sam Satan in der 'El Diablo Schlucht'). Mit diesem Ende, bei dem keine der beiden Seiten gewinnt, hebt sich diese Folge deutlich von den übrigen ab und markiert anstatt eines bloßen Endes eher ein kleines Finale.

## Veröffentlichung
Insgesamt wurden von Mirisch-Geoffrey-DePatie-Freleng Production 17 Cartoons produziert. Diese waren sechs bis sieben Minuten lang. Regie führten neben Arthur „Art“ Davis auch Hawley Pratt, Gerry Chiniquy und Grant Simmons.
Die Serie war nur selten im deutschen Fernsehen zu sehen. So sendete die ARD zu Beginn der 1990er Jahre im Rahmen der nachmittäglichen ARD-Trickfilmschau die Folgen in wechselnder Reihenfolge, damals noch mit dem Titel „Roland & Rattfink“. Im November/Dezember 2002 war die Serie dann im hr-fernsehen (damals Hessischer Rundfunk) zu sehen, nunmehr als "Roland, das Blumenkind". Eine Veröffentlichung auf VHS oder DVD erfolgte bisher nicht.
Im Original werden Roland und Rattfink von Leonard „Lennie“ Weinrib gesprochen.

## Filmografie
1968
- „Hawks and Doves“ (Hawley Pratt), kein deutscher Titel

1969
- „Hurts and Flowers“ (Hawley Pratt), dt.: Roland, das Blumenkind
- „Flying Feet“ (Gerry Chiniquy), dt.: Ein strahlender Sieger
- „The Deadwood Thunderball“ (Hawley Pratt), dt.: Der rollende Roland
- „Sweet and Sourdough“ (Arthur „Art“ Davis), dt.: Gangsterjagd im hohen Norden
- „A Pair of Sneakers“ (Arthur „Art“ Davis), dt.: Spione unter sich

1970
- „Say Cheese, Please“ (Arthur „Art“ Davis), dt.: Helden der Leinwand
- „A Taste of Money“ (Arthur „Art“ Davis), dt.: Goldschätzchen
- „The Foul Kin“ (Grant Simmons), dt.: Die liebe Verwandtschaft
- „Bridgework“ (Arthur „Art“ Davis), dt.: Superschlauer Brückenbauer
- „Robin Goodhood“ (Gerry Chiniquy), dt.: Roland Hood, Helfer in der Not
- „War and Pieces“ (Arthur „Art“ Davis), dt.: Die Geissel der 7 Meere
- „Gem Dandy“ (Gerry Chiniquy), dt.: Funkelnde Beute

1971
- „Trick or Retreat“ (Arthur „Art“ Davis), dt.: Der Held des Westens
- „The Great Continental Overland Cross Country Race“ (Arthur „Art“ Davis), kein deutscher Titel
- „A Fink in the Rink“ (Arthur „Art“ Davis), dt.: Raserei auf Rollen
- „Cattle Battle“ (Arthur „Art“ Davis), dt.: Roland, der Cowboy